# Lycus van Macedonië
Lycus was een Griekse arts / schrijver, en tijdgenoot van Galenus, die hem op verschillende plaatsen in zijn werken vermeldt. De meeste biografische gegevens zijn dan ook geput uit de geschriften van Galenus.
Hij was afkomstig uit Macedonië, en een leerling van de befaamde medicus Quintus. Galenus spreekt over hem als een tijdgenoot, maar zegt ook dat hij hem nooit persoonlijk heeft ontmoet. Lycus schijnt verschillende werken over anatomie geschreven te hebben, waar Galenus regelmatig uit citeert of er minstens op alludeert, en waarvan hij beweert dat ze wel enige vermaardheid genoten, maar ook wel heel wat onjuistheden bevatten. Hij becommentarieerde ook verschillende verhandelingen uit het zogenaamde”Corpus Hippocraticum”, maar Galenus verdenkt hem ervan dat hij de theorieën van Hippocrates verkeerd interpreteerde of althans verkeerd voorstelde.
Zelf schreef Galenus een korte verhandeling Πρὸς Λὐκον (Tegen Lycus) (waarvan de tekst bewaard bleef!) waarin hij op felle toon een van Hippocrates’ Aforismen verdedigt, blijkbaar gericht tegen Lycus.
Lycus dient niet verward te worden met zijn naamgenoot uit Napels, die behoorde tot de school van de Empirici.